# 托克索沃
托克索沃（羅馬化：Toksovo）是俄罗斯列宁格勒州的市级镇，属弗谢沃洛日斯克区，地处列宁格勒州中西部，位于赫波湖（东）和卡夫戈洛夫斯科耶湖（西）两湖之间，在区行政中心弗谢沃洛日斯克西北、州府圣彼得堡及加特契纳东北方。
1500年首次为文献所提及；1963年设工人村（市级镇）。该地2021年人口有5,146人；2010年人口6,127；2002年人口5,893；1989年人口5,699。